# Rudolf Bächer

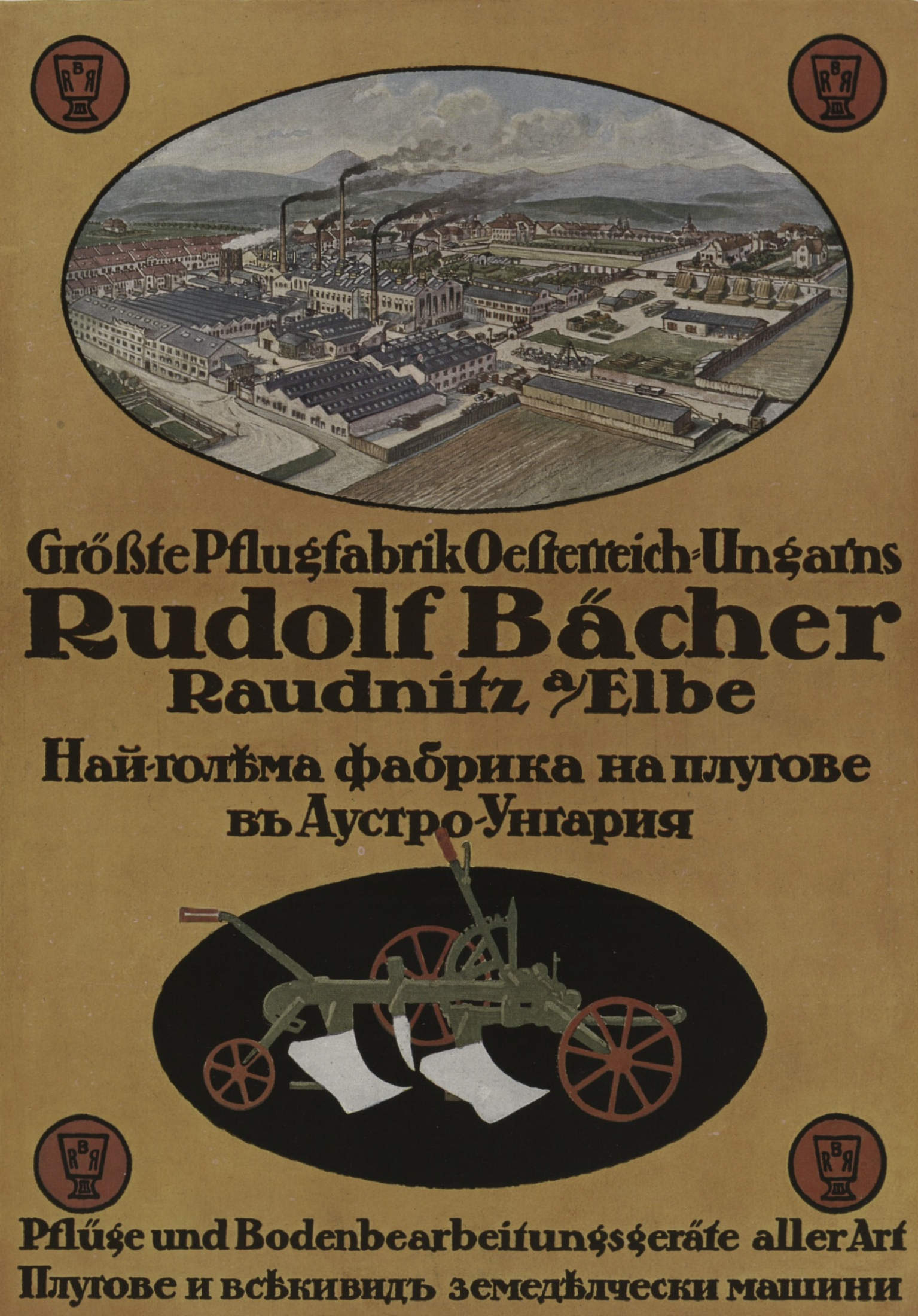
Reklama firmy Rudolf Bächer v němčině a bulharštině (Illustrirte Zeitung, 1916)

Rudolf Bächer (8. ledna 1856 Kácov – 22. února 1915 Roudnice nad Labem) byl český průmyslník a strojírenský podnikatel židovského původu. Roku 1885 se stal spolumajitelem, a posléze majitelem, závodu na výrobu pluhů a hospodářských strojů Rudolf Bächer, továrna na pluhy a slévárna, Roudnice n. L. v Roudnici nad Labem, pozdější Roudnické strojírny a slévárny, ve své době největší továrny na zemědělské pluhy v Rakousku-Uhersku.

## Život

### Mládí
Narodil se v Kácově v Posázaví do židovské rodiny obchodníka Wilhelma Bächera a jeho ženy Marie. Čtyři roky studoval na reálce v České Lípě, následně odešel do obchodnického učení k lihovarnické firmě Fischel v Praze. Pracoval jako obchodní cestující, posléze se vyprofiloval jako obchodník s krajkami, pracovně pobýval v Curychu.

### Podnikání
Následně se vrátil do Čech, oženil se s židovkou Hermine Eisler, zřejmě pocházející z početné židovské komunity v Kolíně. Rozhodl se samostatně podnikat: roku 1885 se stal společníkem v malé továrně Jana Pracnera na výrobu zemědělských strojů v Roudnici nad Labem. Od roku 1890 pak působil jako její jediný majitel poté, co si Pracner z důvodu nemoci z firmy odešel. Bächerova strojírna se nadále specializovala na výrobu oracích pluhů. Závod byl modernizován a rozšířen, po roce 1900 firma zřídila vlastní slévárnu oceli pro zajištění materiálu k vlastní produkci, což umožnilo výrobu velkých kovových součástí strojů, jako například vagonové nárazníky či lisovací stroje. K závodu byla z roudnické stanice zavedena železniční vlečka.
Před první světovou válkou zaměstnávala továrna zaměstnávala až 600 dělníků a vyvážela do celé říše i do zahraničí, včetně Turecka, Španělska, Dánska, Jižní Afriky či Argentiny. Firma také provozovala své pobočné továrny ve Slovinsku, Chorvatsku a Uhersku.
Bächer byl nakloněn českému kulturnímu vlivu, též se aktivně účastnil politického a spolkového života na Podřipsku: působil jako člen obecních i okresních rad, byl mecenášem roudnického Sokola či mladých začínajících malířů, například Otakara Nejedlého, podporoval humanitární a charitativní akce. Rovněž působil jako člen výboru Světové výstavy v Miláně roku 1906. Za své hospodářské zásluhy byl vyznamenán císařem Františkem Josefem I. a také rumunským králem Karlem I.

### Motorové pluhy
Vzrůstající poptávka po motorových pluzích, které začínaly nahrazovat koňmi tažený pluhu, přivedla roku 1912 firmu Rudolfa Bächera ke spolupráci s automobilovými a motorovými závody Laurin & Klement v Mladé Boleslavi. Bacherova strojírna dodávala orební tělesa, automobilka pak stavěla strojní tělesa a motorová ústrojí. K účelům výroby byl v pozdější Jaselské ulici v Mladé Boleslavi postaven nový výrobní závod na výrobu zemědělských pluhů, probíhala zde též produkce modelové řady Excelsior. Své motorové pluhy firma představila na Májové hospodářské výstavě na pražském Výstavišti v květnu roku 1912.

### Úmrtí
Rudolf Bächer zemřel v Roudnici nad Labem 22. února 1915 ve věku 59 let. Po jeho smrti převzali vedení rodinné firmy synové Jiří (1887–1972), Karel (1892–1964). Nejmladší syn Pavel (1893–1944) a dcery Milena (1896–1944) a Františka (1898–1843) zahynuli v koncentračních táborech během holokaustu.